# Ветеринарна клиника
Ветеринарната клиника или ветеринарна амбулатория е специализирано лечебно заведение за животни.

## В България
Българските регулации разграничават две категории заведения клиники и амбулатории, които имат по-ограничен размер и възможности.
Ветеринарните клиники трябва да имат минимална обща площ от 80 м2 и следните обособени помещения:
1. лекарски кабинет
2. приемно помещение
3. лечебна зала
4. операционна зала
5. помещение за съхранение на лекарства
6. стая за персонала
7. санитарен възел
8. стационар за болни животни, с осигурени:
  - склад за съхранение на фуражите
  - условия за хуманно отглеждане на животните
  - условия за индивидуално отглеждане на животните
  - водоснабдяване, канализация и електрификация
  - настилки и повърхности, които позволяват лесно почистване и дезинфекция

Във ветернарната клиника се водят и съхраняват следните документи:
- удостоверение за регистрация
- амбулаторен дневник
- дневник за ветеринарномедицинските препарати
- дневник за извършените дезинфекции
- нормативни актове за регламентиране на ветеринарномедицинската практика
- утвърдена писмена процедура за почистване, дезинфекция и обеззаразяване на помещенията
- утвърдена писмена процедура за реда за контрол върху инфекциите
- утвърдени писмени правила за изхвърляне и унищожаване на заразените отпадъци
- дневник за температурата на хладилника за ветеринарномедицински препарати

Ветеринарните амбулатории трябва да имат минимална площ от 40 м2 и следните обособени помещения:
1. лекарски кабинет с приемно помещение
2. манипулационна зала
3. операционна зала или обособен операционен сектор в манипулационната зала
4. санитарен възел

Във ветернарната амбулатория се водят и съхраняват следните документи:
- удостоверение за регистрация
- амбулаторен дневник
- дневник за ветеринарномедицинските препарати
- дневник за извършените дезинфекции
- нормативни актове за регламентиране на ветеринарномедицинската практика
- утвърдена писмена процедура за почистване, дезинфекция и обеззаразяване на помещенията
- утвърдена писмена процедура за реда за контрол върху инфекциите
- утвърдени писмени правила за изхвърляне и унищожаване на заразените отпадъци
- дневник за температурата на хладилника за ветеринарномедицински препарати